# 總統秘書室首席秘書官
總統秘書室首席秘書官（韩语：／），是編制於總統秘書室的副部長級幕僚，在秘書室長与政策室长的指示下，於各自負責之領域協助總統。秘書室首席秘書官一職，可根據總統個人於行政上之需求，進行任命、增設及裁撤，無須經過國會立法、追認或行使人事同意權。首席秘書官通常會依據負責領域，簡稱其為“OO首席”（如經濟首席、民情首席等）。

## 職責
首席秘書官負責協調政府的政策，並協助總統推動其政治願景。首席秘書官通常會與總統有非常頻繁的互動往來，也因此，其影響力及重要性可與秘書室長分庭抗禮。因為這個理由，在2017年大韓民國總統選舉時，正黨候選人劉承旼曾提出取消該職。
在前文在寅政府之下，首席秘書官更傾向及被鼓勵更自由地進行政策辯論，而不只是單純聽從指示。時任南韓總統文在寅每週曾召開兩次首席秘書官會議。
目前，秘书室长下辖政务、公报沟通、倾听综合、民政首席秘书官，政策室长下辖经济增长、社会、人工智能首席秘书官。